# Vassilios Skouris
Vassilios Skouris (Grieks: Βασίλειος Σκουρής) (Thessaloniki, 6 maart 1948) is een Griekse jurist, onafhankelijk politicus en hoogleraar. Van 7 oktober 2003 tot 5 oktober 2015 was hij president van het Europees Hof van Justitie.

## Biografie
Skouris studeerde rechtsgeleerdheid aan de Vrije Universiteit Berlijn, waar hij in 1970 zijn diploma behaalde. In 1973 promoveerde hij op staats- en bestuursrecht aan de Universiteit Hamburg, en van 1972 tot 1977 was hij hoogleraar rechtsgeleerdheid aan die instelling. In 1978 werd hij hoogleraar publiekrecht aan de Universiteit Bielefeld, en in 1982 aan de Aristoteles-universiteit van Thessaloniki. Hij was tussen 1983 en 1987 lid van het bestuurscomité van de Universiteit van Kreta om in 1989 minister van Binnenlandse Zaken te worden in de interim-regering van Ioannis Grivas, en opnieuw in de regering van Kostas Simitis in 1996. Tussen 1997 en 2005 was Skouris directeur van het centrum voor internationaal en Europees economisch recht te Thessaloniki.
In verband met het overlijden van Krateros Ioannou werd Skouris met ingang van 26 mei 1999 benoemd tot rechter bij het Hof van Justitie van de Europese Gemeenschappen. Bij besluit van 23 juli 2003 werd hij herbenoemd voor de periode van 7 oktober 2003 tot en met 6 oktober 2009, en op 7 oktober 2003 werd hij door zijn collega's verkozen tot president van het Hof als opvolger van Gil Carlos Rodriguez Iglesias. Een tweede herbenoeming voor de periode van 7 oktober 2009 tot en met 6 oktober 2015 volgde op 25 februari 2009, en steeds werd hij herkozen tot president. De laatste herverkiezing vond plaats op 9 oktober 2012. Op 7 oktober 2015 nam hij afscheid van het Hof. Hij werd als president opgevolgd door Koen Lenaerts.